# Мужская сборная Венгрии по баскетболу
Мужская сборная Венгрии по баскетболу представляет Венгрию на международных соревнованиях.

## История
Венгерская федерация баскетбола — член ФИБА с 1935 года.
До II мировой войны сборная Венгрии дважды участвовала в чемпионатах Европы, оба раза неудачно, занимая предпоследние места: в 1935 году — 9-е (в матче за 10-е место венгры обыграли сборную Румынии — 24:17), а в 1939 — 7-е (единственная победа в группе — над сборной Финляндии со счётом 43:16).
Период с середины 40-х до середины 60-х годов стал самым успешным для венгерской баскетбольной сборной. На первом послевоенном чемпионате 1946 года венгры заняли третье место, в 1953 году в Москве стали вторыми, а на домашнем турнире в Будапеште в 1955 году стали чемпионами Европы. В решающем матче против сборной Советского Союза на стадионе «Непштадион» в присутствии 45 тысяч зрителей хозяева победили со счётом 82:68. В дальнейшем сборная Венгрии уже не занимала призовых мест, но трижды: в 1957, 1959 и 1963 годах становилась четвёртой на континенте. Позднее результаты венгерской сборной ухудшились: относительно успешным стал лишь ЧЕ-1969, на котором венгры заняли 8-е место. В следующий раз на чемпионат Европы венгры отобрались только через 30 лет, в 1999 году: сборная не вышла из группы и заняла итоговое 14-е место.
В Олимпийских играх сборная Венгрии участвовала 4 раза. Венгерская сборная должна была принять участие в первом олимпийском баскетбольном турнире, но снялась с соревнований до их начала. Наивысшим достижением стало 9-е место на Играх в Риме в 1960 году.
В финальных турнирах чемпионата мира сборная Венгрии ни разу не участвовала.

## Результаты

### Чемпионаты Европы
| - 1935 — 9-е место - 1939 — 7-е место - 1946 — 3-е место - 1947 — 7-е место - 1953 — 2-е место - 1955 — 1-е место - 1957 — 4-е место | - 1959 — 4-е место - 1961 — 6-е место - 1963 — 4-е место - 1965 — 15-е место - 1967 — 13-е место - 1969 — 8-е место - 1999 — 14-е место | - 2017 — 16-е место - 2022 — 23-е место |

### Олимпийские игры
- 1948 — 16-е место
- 1952 — 16-е место
- 1960 — 9-е место
- 1964 — 13-е место

## Состав
| Перейти к шаблону «Состав сборной Венгрии по баскетболу» | Состав сборной Венгрии по баскетболу |  |

| Поз. | №  | Имя              | Дата рождения (возраст)   | Рост   | Клуб            |
| ---- | -- | ---------------- | ------------------------- | ------ | --------------- |
| РЗ   | 4  | Андраш Руяк      | 30 июля 1988 (36 лет)     | 188 см | Атомерёмю       |
| ТФ   | 5  | Роско Аллен      | 5 мая 1993 (32 года)      | 206 см | 1939 Канариас   |
| Ц    | 6  | Акош Келлер      | 28 марта 1989 (36 лет)    | 209 см | Альба Фехервар  |
| РЗ   | 7  | Кристиан Витманн | 22 мая 1985 (40 лет)      | 185 см | Кечкемет        |
| ЛФ   | 8  | Адам Ханга       | 12 апреля 1989 (36 лет)   | 201 см | Барселона       |
| АЗ   | 9  | Давид Войвода    | 4 сентября 1990 (34 года) | 196 см | Сольноки Олай   |
| АЗ   | 10 | Петер Ковач      | 25 октября 1988 (36 лет)  | 189 см | Сольноки Олай   |
| ТФ   | 12 | Норберт Тот      | 4 сентября 1986 (38 лет)  | 204 см | Фалко Сомбатхей |
| ЛФ   | 15 | Чаба Ференц      | 24 мая 1985 (40 лет)      | 194 см | Кёрменд         |
| АЗ   | 20 | Золтан Перл      | 28 июля 1995 (29 лет)     | 194 см | Универсо        |
| Ц    | 21 | Кемал Караходжич | 26 июля 1989 (35 лет)     | 210 см | Кечкемет        |
| ТФ   | 22 | Янош Эйлингсфелд | 5 февраля 1991 (34 года)  | 198 см | Атомерёмю       |